# Univerzita Al-Karaouine
Univerzita Al-Karaouine (arabsky جامعة القرويين‎) je univerzita v marockém městě Fes. Byla založena v roce 859 a podle tradičního pojetí pojmu univerzity se jedná o nejstarší nepřetržitě fungující univerzitu na světě, která je zapsána i v Guinnessově knize rekordů. Je součástí historické fáské medíny, jež je zapsána v seznamu světového dědictví UNESCO.

## Historie a současnost
Školu založila v roce 859 dcera bohatého arabského obchodníka Fatima al-Fihri, a to společně s přidruženou madrasou, která se pak stala jedním z předních duchovních a vzdělanostních center tehdejšího islámského světa. Období založení a rané existence školy spadá do zlatého věku islámu.
V roce 1963 byla univerzita začleněna do systému marockého vysokého školství. Výuka probíhá tradičním způsobem (studenti sedí v polokruhu kolem svého vyučujícího) a zaměřuje se na otázky islámského náboženství a práva, málikovského mazhabu a klasické arabské gramatiky a lingvistiky. Výjimečně jsou nabízeny i sekulární předměty (výuka francouzštiny nebo angličtiny). Většina studentů je ve věku od 13 do 30 let.